# Era de Vendel
L'Era de Vendel és una època de la història de Suècia. S'estén de l'any 550 a l'any 793, i correspon aproximadament al període de les grans invasions i, més precisament, al final de l'Era del ferro germànica (o escandinava), i precedeix l'Era vikinga.
El nom Era de Vendel no prové del municipi francès homònim de Vendel, a Ille i Vilaine, sinó de Vendel, una parròquia de la província sueca d'Uppland, on es van realitzar importants descobriments arqueològics en turons funeraris, datats als segles V, VI i VII.